# 大歧舌苔
大歧舌苔（學名：Gottschea aligera）又名，狭瓣苔，是苔綱葉苔目歧舌苔科之下的一個物種；屬有爭議，有作歧舌苔屬或狭瓣苔屬（Gottschea）的。

## 特徵
较粗大，扁平，黄绿色或草绿色，无光泽，有层次的成片平横贴生基质。
茎长4-5厘米，连叶片宽0.8-1厘米，稀少分枝，腹面及侧面具不规则叉状分枝的鳞毛。叶有2列，干燥时略卷曲，湿润时平展，紧密覆瓦状抱茎;背瓣小于腹瓣，舌形，尖部平截，具一长齿，与腹瓣连接处形成背翅。腹瓣长椭圆形或长舌形，长约5毫米，宽1.3毫米，尖部宽阔，渐尖或近于平截，共多数粗齿；边缘波曲，基部有2-3条毛状齿；叶细胞圆形，三角体极显明。雌雄异株。孢蒴长椭圆形，不常见。
見於海南岛、锡兰及印度尼西亞，着生沟谷温暖而湿润的林内树干或阴湿岩面。

## 亞種
在2007年之前，菲律賓狹瓣苔（Gottschea philippinensis）被認為是本物種的亞種；其後獨立成單一物種。